# Bedfordia (roślina)
Bedfordia DC. – rodzaj roślin z rodziny astrowatych (Asteraceae). Obejmuje 3 gatunki występujące w południowo-wschodniej części Australii oraz na Tasmanii.

## Systematyka
Pozycja według APweb (aktualizowany system APG III z 2009)
Przedstawiciel rodziny astrowatych (Asteraceae) należącej do rzędu astrowców reprezentującego dwuliścienne właściwe. W obrębie rodziny reprezentuje plemię Senecioneae z podrodziny Asteroideae.
Wykaz gatunków
- Bedfordia arborescens Hochr.
- Bedfordia linearis (Labill.) DC.
- Bedfordia salicina (Labill.) DC.